# 阿庫尼亞島
60°46′S 44°37′W / 60.767°S 44.617°W
阿庫尼亞島（英語：Acuña Island），是南極洲的島嶼，位於雷角以南0.3公里，處於勞里島南岸對開海域，屬於南奧克尼群島的一部分，在1903年由蘇格蘭探險隊繪入地圖，現時由南極條約體系管理。